# Phare de Kermorvan
Le phare de Kermorvan est situé au nord-ouest du port du Conquet, dans le Finistère en Bretagne.
La construction du phare a débuté en 1847 pour une mise en service en 1849. Le phare trône sur un rocher à la pointe de la presqu'île de Kermorvan, site classé appartenant au Conservatoire du littoral.
Il est relié à la terre par un pont de granite et sa hauteur est de 20,35 mètres.
Le phare a la forme d'une tour carrée. Il est télécontrôlé depuis Brest. Il est accessible à la visite à partir du 1er juillet 2022.
Le phare de Kermorvan est le phare à terre le plus occidental de France. Aligné sur les phares de Lochrist, Trézien et Saint-Mathieu il signale les chenaux de la Helle et du Four.
En 2005, il est l'un des lieux de tournages de la série télévisée Dolmen, diffusée sur TF1 durant l'été.
Il est visitable depuis 2022.